# Mine Poirier
La mine Poirier est une mine de cuivre et de zinc en opération de 1966 à 1975, située dans le Nord-du-Québec. Cette mine est à l'origine de la fondation du village de Joutel. 

## Historique

### Découverte et fondation
En 1959, une superficie d'environ 100 milles carrées est explorée par Rio Tinto Canadian Exploration Limited (Riocanex), dans la région de Joutel-Poirier, mais devant les résultats peu concluants, les opérations sont suspendues en août 1960. Après une étude plus approfondie, la société se résolue, en février 1962, à procéder à un forage en profondeur ce qui met en valeur le gisement.     
La décision de mettre en production la mine Poirier est prise en 1964. L'atelier de traitement est construit pour recevoir 1500 tonnes par jour. La capacité supplémentaire de 700 tonnes par jour en plus est  obtenue plus tard dans l'année pour pouvoir exploiter le minerai de la propriété avoisinante Joutel Copper Mines. Un grand nombre de machinerie de l'usine a été transporté d'une des exploitations d'uranium d'Elliot Lake.  
Pendant la période de pré-production et de l'abattage en gradins, l'usine de forage, déjà en fonction, avait atteint la capacité d'extraction d'environ 400 tonnes par jour.   
Avant 1966, aucune route d'accès ne mène à la mine. La machinerie lourde et de grand volume et tout autre matériel, à l'exception des vivres, devaient être emportés pendant les trois mois de gel. Les camions traversaient un pont de glace sur la rivière Harricana. Pour pallier cette contrainte, le gouvernement du Québec fait contruire un pont sur la rivière Harricana qui sera achevé en janvier 1966,.     

### Production
La construction d'une installation permanente commence au début de l'année 1965 et le mine atteint, en février 1966, son plein rendement. Le 18 avril 1966, le ministre des Richesses naturelles du Québec, Gaston Binette, procède à l'ouverture de la mine. La réalisation du projet a coûté près de 15 millions de dollars canadiens dont 2 millions ont servi à la construction d'habitations pour les employés, à environ 8 kilomètres du site minier. La mine de Poirier attire des mineurs de l'Abitibi-Témiscamingue et de l'Ontario. En 1966, elle compte 240 employés. 
Les réserves de minerai sont d’environ 1 800 000 tonnes renfermant 3 % de cuivre à la tonne et 0.7 % de zinc et 1 400 000 tonnes contenant 0.37 % de cuivre et 8,32 % de zinc à la tonne. 
En mars 1969, la mine Poirier avait épuisé l’extraction de sa zone de zinc. Elle avait produit, depuis sa fondation, 58 603 000 livres de zinc.
À la fin de l'année 1974, la mine Poirier avait produit 173 451 000 livres de cuivre. 

### Fermeture
Après 10 ans d'exploitation, la mine de Poirier ferme. En février 1975, Rio Algom, l’un des deux grands producteurs d'uranium au Canada annonce que la mine Poirier fermera avant le mois de juin de la même année. La compagnie doit mettre à pied 355 mineurs et vendre toutes ses installations d'extraction et de traitement de minerai.
La mine Poirier avaient une capacité maximum de 2300 tonnes par jour, toutefois, elle ne traitait qu'environ 1 800 tonnes quotidiennent. De cette quantité, 700 tonnes provenaient quotidiennement de la mine adjacente Joutel Copper, dont les réserves tiraient aussi à leur fin au moment de sa fermeture. Le puits avait atteint une profondeur de 868 mètres et près de 19 kilomètres de galeries distribuées sur 18 niveaux avaient été percées. 
La fermeture de la mine Poirier, jumelée à la fermeture d'une autre mine à proximité - la Joutel Copper - entraîne le départ de nombreux habitants de Joutel. En un mois, le nombre de familles passe de 200 à 100 et plusieurs commerces disparaissent. La population de 1000 habitants passe à 250. Cette période de l'histoire de Joutel est nommée le « crash de 1975 ». 

## Accidents
En mars 1966, Jean-Edmond Vaillancourt, un mineur de 26 ans s'écrase au fond du puits d'ascenseur de la mine après avoir effectué une chute de 6000 pieds. En mai de la même année, le mineur Jacques L'Heureux, de Val-d'Or, est écrasé sous un bloc de roc de 600 livres, à la mine Poirier. 
En 1967, Edwin Ross, 32 ans, de Matagami, est  tué dans un accident de travail survenu à  la mine Poirier.  

## Restauration
L’exploitation de la mine Poirier a affecté la qualité de certains cours d'eau, notamment le lac Watson (Nord-du-Québec), la rivière Plamondon et le ruisseau Kistabish.
En 1998, la compagnie Rio Algom investit plus de 20 millions de dollars dans des travaux de restauration sur le site de l’ancienne mine Poirier. Sur le parc à résidus, on y installe d’une géomembrane d’une superficie de 50 hectares, soit l’équivalent de huit terrains de football. Cette géomembrane vise   à protéger le parc contre les infiltrations d’eau qui  pourraient entrer en contact avec ces résidus. À l'époque, il s'agit d'un des plus importants programmes de restauration de site minier au Québec.  